# Hans Simonsson
Hans Simonsson (Färgaryd, Suècia; 1 de maig de 1962) és un tennista professional suec retirat, especialista en la modalitat de dobles. El ser germà gran Stefan Simonsson també va ser tennista professional.
En el seu palmarès consten onze títols de dobles masculins, entre els quals destaca un títol de Grand Slam, el Roland Garros l'any 1983, i una final més disputada l'any 1985. Aquests resultats li van permetre entrar al Top 10 del rànquing de dobles l'any 1984. Va formar part de l'equip suec de Copa Davis, arribant a disputar la final de l'edició de 1983.

## Torneigs de Grand Slam

### Dobles masculins: 2 (1−1)
| Resultat  | Núm. | Any  | Torneig       | Parella           | Oponents                        | Marcador              |
| --------- | ---- | ---- | ------------- | ----------------- | ------------------------------- | --------------------- |
| Guanyador | 1.   | 1983 | Roland Garros | Anders Järryd     | Mark Edmondson Sherwood Stewart | 6−7(4), 4−6, 2−6      |
| Finalista | 1.   | 1985 | Roland Garros | Shlomo Glickstein | Mark Edmondson Kim Warwick      | 3−6, 4−6, 7−6(5), 3−6 |

## Palmarès

### Dobles masculins: 18 (11−7)
| Llegenda (pre/post 2009)                                 |
| -------------------------------------------------------- |
| Grand Slams (1−1)                                        |
| Tennis Masters Cup / ATP Finals (0−1)                    |
| ATP Masters Series / ATP World Tour Masters 1000 (0−0)   |
| ATP International Series Gold / ATP World Tour 500 (0−0) |
| ATP International Series / ATP World Tour 250 (10−5)     |

| Títols per superfície |
| --------------------- |
| Dura (3−0)            |
| Gespa (0−0)           |
| Terra batuda (7−5)    |
| Moqueta (1−2)         |

| Resultat  | Núm. | Data                   | Torneig                                | Superfície   | Parella           | Oponents                        | Marcador                |
| --------- | ---- | ---------------------- | -------------------------------------- | ------------ | ----------------- | ------------------------------- | ----------------------- |
| Guanyador | 1.   | 30 de març de 1981     | Linz, Àustria                          | Dura (i)     | Anders Järryd     | Brad Drewett Pavel Složil       | 6−4, 7−6                |
| Finalista | 1.   | 20 de juliol de 1981   | Båstad, Suècia                         | Terra batuda | Anders Järryd     | Mark Edmondson John Fitzgerald  | 6−2, 5−7, 0−6           |
| Guanyador | 2.   | 5 d'octubre de 1981    | Barcelona, Espanya                     | Terra batuda | Anders Järryd     | Hans Gildemeister Andrés Gómez  | 6−1, 6−4                |
| Guanyador | 3.   | 8 de març de 1982      | Linz (2)                               | Terra batuda | Anders Järryd     | Rod Frawley Paul Kronk          | 6−2, 6−0                |
| Finalista | 2.   | 10 de maig de 1982     | Hamburg, Alemanya Occidental           | Terra batuda | Anders Järryd     | Pavel Složil Tomáš Šmíd         | 4−6, 3−6                |
| Guanyador | 4.   | 12 de juliol de 1982   | Båstad                                 | Terra batuda | Anders Järryd     | Joakim Nyström Mats Wilander    | 0−6, 6−3, 7−6           |
| Finalista | 3.   | 20 de setembre de 1982 | Bordeus, França                        | Terra batuda | Anders Järryd     | Hans Gildemeister Andrés Gómez  | 4−6, 2−6                |
| Guanyador | 5.   | 4 d'octubre de 1982    | Barcelona (2)                          | Terra batuda | Anders Järryd     | Carlos Kirmayr Cássio Motta     | 6−3, 6−2                |
| Guanyador | 6.   | 15 de novembre de 1982 | Ancona, Itàlia                         | Moqueta (i)  | Anders Järryd     | Tim Gullikson Bernard Mitton    | 4−6, 6−3, 7−6           |
| Finalista | 4.   | 13 de març de 1983     | Brussel·les, Bèlgica                   | Moqueta      | Mats Wilander     | Heinz Günthardt Balázs Taróczy  | 2−6, 4−6                |
| Guanyador | 7.   | 5 de juny de 1983      | Roland Garros, França                  | Terra batuda | Anders Järryd     | Mark Edmondson Sherwood Stewart | 7−6(4), 6−4, 6−2        |
| Finalista | 5.   | 17 de juliol de 1983   | Båstad (2)                             | Terra batuda | Anders Järryd     | Joakim Nyström Mats Wilander    | 6−1, 6−7(4), 6−7(4)     |
| Guanyador | 8.   | 9 d'octubre de 1983    | Barcelona (2)                          | Terra batuda | Anders Järryd     | Jim Gurfein Erick Iskersky      | 7−5, 6−3                |
| Guanyador | 9.   | 6 de novembre de 1983  | Estocolm, Suècia                       | Dura (i)     | Anders Järryd     | Peter Fleming Johan Kriek       | 6−3, 6−4                |
| Finalista | 6.   | 8 de gener de 1984     | WCT World Doubles, Londres, Regne Unit | Moqueta (i)  | Anders Järryd     | Pavel Složil Tomáš Šmíd         | 6−1, 3−6, 6−3, 4−6, 3−6 |
| Guanyador | 10.  | 14 d'octubre de 1984   | Sydney, Austràlia                      | Dura (i)     | Anders Järryd     | Mark Edmondson Sherwood Stewart | 6−4, 6−4                |
| Finalista | 7.   | 9 de juny de 1985      | Roland Garros                          | Terra batuda | Shlomo Glickstein | Mark Edmondson Kim Warwick      | 3−6, 4−6, 7−6, 3−6      |
| Guanyador | 11.  | 28 de juliol de 1985   | Hilversum, Països Baixos               | Terra batuda | Stefan Simonsson  | Carl Limberger Mark Woodforde   | 6−3, 6−4                |

### Equips: 1 (0−1)
| Resultat  | Núm. | Data                      | Torneig                          | Superfície | Equip                                      | Oponents                                            | Marcador |
| --------- | ---- | ------------------------- | -------------------------------- | ---------- | ------------------------------------------ | --------------------------------------------------- | -------- |
| Finalista | 1.   | 26−28 de desembre de 1983 | Copa Davis, Melbourne, Austràlia | Gespa      | Anders Järryd Joakim Nystrom Mats Wilander | Pat Cash Mark Edmonson John Fitzgerald Paul McNamee | 2−3      |

## Trajectòria

### Individual
| Open d'Austràlia | A   | A   | A   | 2R   | A     | 1R   | A   | A   | 0 / 2   | 1 − 2   |
| Roland Garros | A   | A   | 2R  | 2R   | 1R    | 2R   | A   | A   | 0 / 4   | 3 − 4   |
| Wimbledon | A   | A   | A   | 2R   | A     | 1R   | A   | A   | 0 / 2   | 1 − 2   |
| US Open | A   | A   | A   | 1R   | 3R    | 2R   | 1R  | A   | 0 / 4   | 3 − 4   |
| Total Victòries−Derrotes                                                                                                   | 0−3 | 1−2 | 5−7 | 8−17 | 14−11 | 8−22 | 5−9 | 1−3 | 42 − 74 | 42 − 74 |
| Rànquing a final d'any | −   | 420 | 100 | 45   |       | 216  | 387 | −   |         |         |
| Llegenda: G: Guanyador; F: Finalista; SF: Semifinalista; QF: Quarts de final; Q: Qualificació; A: Absent; RR: Round Robin; |     |     |     |      |       |      |     |     |         |         |

### Dobles masculins
| Open d'Austràlia | A   | A   | 1R | A     | 3R    | A     | A     | NC   | A   | 0 / 2     | 2 − 2     |
| Roland Garros | A   | A   | A  | 1R    | G     | 3R    | F     | 2R   | A   | 1 / 5     | 14 − 4    |
| Wimbledon | A   | A   | A  | 2R    | SF    | A     | A     | 1R   | A   | 0 / 3     | 5 − 3     |
| US Open | A   | A   | 1R | A     | 2R    | 1R    | 3R    | 2R   | A   | 0 / 5     | 4 − 5     |
| Total Victòries−Derrotes                                                                                                   | 1−5 | 8−7 |    | 34−14 | 44−25 | 18−18 | 23−17 | 6−13 | 1−1 | 157 − 111 | 157 − 111 |
| Rànquing a final d'any | 336 |     |    | 28    | 10    | 64    | 26    | 119  | 394 |           |           |
| Llegenda: G: Guanyador; F: Finalista; SF: Semifinalista; QF: Quarts de final; Q: Qualificació; A: Absent; RR: Round Robin; |     |     |    |       |       |       |       |      |     |           |           |